# Sensational Logging
Sensational Logging è un cortometraggio muto del 1910. Il nome del regista non viene riportato nei credit.

## Trama
Sui monti Cumberland, tra il Kentucky e la Virginia, un'impresa di legname sfrutta le acque del Big Sandy River per spostare i tronchi e farli arrivare alla segheria.

## Produzione
Il film fu prodotto dalla Essanay Film Manufacturing Company.

## Distribuzione
Il film - un cortometraggio di una bobina - uscì nelle sale cinematografiche USA il 5 febbraio 1910.